# Personne morale en droit français
Pour les autres articles nationaux ou selon les autres juridictions, voir personne morale.
Le droit français reconnaît l'existence de personnes morales.

## Droits et obligations particuliers aux personnes morales
Les personnes morales ont des droits qui les font assimiler à des personnes physiques. Elles peuvent ainsi posséder des biens, conclure des contrats et aller en justice.
Elles ont aussi des particularités :
- sous certaines conditions, elles peuvent fusionner ou être dissoutes (dissolution) ;
- elles peuvent parfois changer de forme juridique ;
- elles ont un siège social.

En outre, certaines personnes morales, qui ont un capital social appartiennent à d'autres sujets de droit.

## Personnes morales de droit public et personnes morales de droit privé
Dans la tradition du droit civil, le droit français distingue les personnes morales de droit public et les personnes morales de droit privé.

### Personnes morales de droit public
Elles sont soumises au droit public et spécialement au droit administratif. Elles peuvent toutefois être régies par le droit privé pour certaines de leurs activités.
On peut citer :
- l'État ;
- les collectivités territoriales et leurs groupements ;
- les établissements publics ;
- les groupements d'intérêt public ;
- les autorités publiques indépendantes (les autorités administratives indépendantes, elles, n'étant pas dotées de la personnalité morale) ;
- l'Institut de France et les cinq académies qui le composent ;
- l'Académie nationale de médecine ;
- la Banque de France ;
- la Caisse des dépôts et consignations ;
- les groupements de coopération sanitaire, lorsqu'ils sont constitués exclusivement par des personnes de droit public, ou par des personnes de droit public et des personnes physiques ou morales exerçant une profession de santé à titre libéral, ou que les personnes morales de droit publiques détiennent la majorité du capital ou à défaut de capital la majorité des moyens de fonctionnement ;
- les groupements de coopération sociale et médico-sociale, lorsqu'ils sont constitués par des personnes de droit public.

### Personnes morales de droit privé
Elles sont régies par les règles du droit privé.
Les plus courantes sont :
- les sociétés elles-mêmes divisées en
  - sociétés civiles ;
  - sociétés commerciales, formes juridiques adoptées par les entreprises ;
- les groupements d'intérêt économique ;
- les groupements d'intérêt économique environnemental ;
- les groupements européens d'intérêt économique ;
- les associations ;
- les syndicats ;
- les fondations ;
- les syndicats de copropriétaires ;
- les congrégations.

## La notion de personnalité morale
La personnalité morale se définit comme étant le groupement de personnes ou de biens ayant, comme une personne physique, la personnalité juridique. Or n’étant pas une personne physique, la personne morale s’acquiert après un certain nombre de formalités.
Si la personne juridique est naturelle pour les personnes physiques, elle ne l’est pas pour les personnes morales, surtout lorsque cette personnalité est attribuée à une masse de personnes. De cette observation, est née une controverse.

### La controverse sur la personnalité morale
Dans leur style imagé, les professeurs M. Cozian, A. Viandier et F. Deboissy définissent ainsi la personnalité morale : « La personne morale n’est pas une personne ; ni souffrante ; ni aimante, sans chair et sans os, la personne morale est un être artificiel. Et Casanova le savait bien, qui poursuivit nonnes et nonnettes, mais ne tenta jamais de séduire une congrégation ; on n’a jamais troussé une personne morale ».
Cette définition peu banale permet de poser le problème : la personnalité morale est-elle une pure fiction ou au contraire une réalité ?
Les auteurs s’étant divisés sur ce point, il conviendra d’indiquer la solution retenue par le droit positif.

#### La thèse de la fiction
« Je n'ai jamais déjeuné avec une personne morale. »

— Gaston Jèze
C’est la thèse la plus ancienne. Selon cette première école doctrinale, seules les personnes physiques, les êtres humains, sont aptes à devenir sujet de droit.
Si l’on accepte de reconnaître la personnalité juridique à un groupement de personnes, voire à une masse de biens, une telle reconnaissance ne peut naître que d’un acte de volonté de l’État, donc, la personnalité morale est une pure fiction juridique.

#### La thèse de la réalité
« Moi non plus, mais je l'ai souvent vue payer l'addition. »

— Jean-Claude Soyer
Cette thèse soutient au contraire que la reconnaissance de l'État n’est pas indispensable à l'établissement de la personnalité morale. Pour les partisans de cette école, seule la réalité compte. Or, l’observation de cette réalité montre que la volonté d’un groupement de personnes, par exemple, est autre chose que la somme des volontés individuelles de ses membres. Un groupement humain, s'il atteint un certain degré d'organisation qui lui permet d'exprimer une volonté et d'agir en conséquence, possède par lui-même une personnalité juridique.

#### Solution retenue par le droit positif
Le droit positif n’est pas d’une clarté absolue en la matière.
Dans un premier temps la Cour de cassation française avait consacré la thèse de la réalité dans un arrêt du 28 janvier 1954 : « attendu que la personnalité civile n’est pas une création de la loi ; qu’elle appartient en principe, à tout groupement pourvu d’une possibilité d’expression collective pour la défense d’intérêts licites, dignes par suite, d’être juridiquement reconnus et protégés ».
Puis le législateur a appliqué la théorie de la fiction en subordonnant la naissance de la personnalité morale d’un certain nombre de groupements à une formalité administrative, donc à une reconnaissance étatique. Il s’agit de l’immatriculation au RCS pour les sociétés, les GIE, les GEIE, et de la déclaration à la préfecture pour les associations.
Plus récemment la chambre sociale de la Cour de cassation, semble avoir relancé le débat dans deux arrêts du 29 janvier 1990 et du 17 avril 1991 en accordant sans reconnaissance étatique, la personnalité morale à un comité de groupe et à un comité d’hygiène et de sécurité.

### Les sociétés sans personnalité morale

#### Société en participation, société de fait et société créée de fait
En dehors du cas particulier de la société en formation qui n’a certes pas la personnalité morale mais a vocation à l’obtenir à compter de son immatriculation, existent trois types de société sans personnalité morale : la société en participation, la société de fait et la société créée de fait.
- La société en participation est définie en ces termes par l’article 1871 du code civil français : « Les associés peuvent convenir que la société ne sera point immatriculée. La société est dite alors société en participation. Elle n’est pas une personne morale et n’est pas soumise à publicité. ». Cette société peut être prouvée par tout moyen et les associés conviennent librement de l’objet, du fonctionnement.
- La société de fait, notion d'origine jurisprudentielle, désigne la situation dans laquelle après avoir été immatriculée au Registre du Commerce et des Sociétés, la société est jugée non conforme aux règles de formation des sociétés énoncées par le Code de Commerce. Elle est donc déclarée nulle par jugement, considérant qu'elle n'a eu aucune existence légale en tant que personne morale.
- La société créée de fait, notion d’origine jurisprudentielle, désigne la situation dans laquelle deux ou plusieurs personnes se comportent, en fait, comme des associés alors qu’elles ne sont engagées par aucun contrat de société. Il s’agit d’une qualification judiciaire, fondée sur l’identification en chaque espèce des éléments constitutifs d’un contrat de société, et spécialement le partage des résultats et de l’affectio societatis. Ainsi, la reconnaissance juridique intervient soit à la demande de celui qui se prétend associé pour participer à un partage, soit le plus souvent, à la demande d’un tiers qui recherche l’engagement d’un associé.

#### Les conséquences de l'absence de personnalité morale

##### Absence de participation à la vie juridique
Elles ne peuvent donc souscrire le moindre engagement personnel, que ce soit en qualité de créancier ou de débiteur (Art. 1872-1, al.1 du code civil : « Chaque associé contracte en son nom personnel et est le seul engagé à l’égard des tiers »).
Elles ne peuvent agir en justice ni, à l’inverse, être poursuivies ou faire l’objet d’une procédure collective d’apurement du passif.

##### Absence d’élément d’identification et d’attribut
Elles n’ont donc pas de raison ou dénomination sociale, de siège social et de nationalité. Elles n’ont pas davantage de patrimoine propre et ne bénéficient donc d’aucun actif social, le recours à l’indivision pouvant toutefois régler ici certains problèmes pratiques.
C'est aussi le cas pour l'entreprise individuelle qui n'a pas de personnalité morale mais une personnalité physique seule. L'activité est exercée en nom propre ou en nom personnel.

### L'opacité et la transparence de la personnalité morale
En la matière toutes les sociétés ne sont pas logées à la même enseigne : certaines ont une personnalité morale bien opaque, d’autres une personnalité morale bien plus transparente, ces deux notions (d’opacité et de transparence) ayant à la fois une signification en matière juridique et en matière fiscale.

#### Sur le plan juridique

##### Opacité juridique
Une personnalité morale opaque sur le plan juridique est celle qui forme une cloison étanche entre les associés et les créanciers sociaux et donc protège les premiers des poursuites des seconds (sur les limites de cette protection patrimoniale à compléter).
Autrement dit, ont une telle personnalité les sociétés au sein desquelles la responsabilité des associés est limitée au montant de leurs apports : il s’agit de la société anonyme, de la société en commandite simple et de la société en commandite par actions (pour les commanditaires), de la société par actions simplifiée, de la SARL et de l’EURL.

##### Transparence juridique
À l’inverse, une personnalité morale transparente sur le plan juridique, est celle qui ne forme pas une cloison étanche entre les associés et les créanciers sociaux et ne protège donc pas les premiers des poursuites des seconds.
Autrement dit, ont une telle personnalité les sociétés au sein desquelles la responsabilité des associés est illimitée. Il s’agit de la société civile, de la société en nom collectif, de la société en commandite simple et de la société en commandite par actions (pour le ou les commandités), de la société en participation et de la société créée de fait.
On remarquera que les sociétés en commandite (simple ou par actions) font figure de bâtardes : elles sont à la fois opaques pour les commanditaires et transparentes pour le ou les commandités.

#### Sur le plan fiscal

##### Opacité fiscale
Une société est opaque sur le plan fiscal quand ses bénéfices sont imposés non pas au nom des associés mais en son nom, à l’impôt sur les sociétés.
Sont en principe opaques fiscalement les sociétés qui le sont juridiquement (c’est-à-dire au sein desquelles la responsabilité des associés est limitée au montant de leurs apports), il s’agit donc de la société anonyme, de la société en commandite simple (pour les commanditaires), de la société en commandite par actions (pour tous les associés, commandités et commanditaires), de la société par actions simplifiée, de la SARL et de l’EURL (du moins lorsque l’associé unique est une personne morale).
Par exception peuvent être également soumises à l’IS, les sociétés transparentes qui optent pour l’opacité et les sociétés civiles à objet commercial.

##### Transparence fiscale
À l’inverse, une société est transparente sur le plan fiscal quand ses bénéfices sont imposés non pas en son nom mais à ceux des associés, soit à l’impôt sur le revenu (lorsque ses associés sont des personnes physiques), soit à l’impôt sur les sociétés (lorsque ses associés sont des personnes morales) ; sont en principe transparentes fiscalement, les sociétés au sein desquelles les associés ont une responsabilité illimitée.
Il s’agit donc de la société civile, de la société en nom collectif, de la société en commandite simple (pour les commandités), de la société en participation (du moins si le nom des participations a été révélé à l’administration fiscale) et de la société créée de fait, toutes ces sociétés ayant cependant la possibilité d’opter pour l’impôt sur les sociétés.
Ces sociétés sont davantage considérées comme « translucides » que « transparentes ». En effet, seules les sociétés immobilières de copropriété sont considérées comme réellement transparentes.
Par exception peuvent également avoir le régime de la transparence fiscale les SARL « de famille », c’est-à-dire composées des membres d’une même famille (ascendants et descendants, frères et sœurs et conjoints), si du moins elles optent pour l’imposition de leurs bénéfices sur l’IR, et les EURL dont l’associé unique est une personne physique, si du moins elles n’ont pas opté pour l’imposition de leurs bénéfices à l’IS.
La transparence fiscale fonctionne quand la société fait des bénéfices, mais aussi quand elle enregistre des pertes, ces dernières venant alors s’imputer sur les revenus imposables des associés, au prorata de leur participation dans le capital social.
C’est pourquoi les sociétés transparentes, comme la SNC, sont parfois utilisées dans le cadre d’une stratégie de défiscalisation, soit en tant que filiale commune déficitaire par des sociétés soumises à l’IS, soit par des personnes physiques lourdement imposées à l’IR.

## Naissance de la personnalité morale
La société n’accède pas à la vie juridique dès la conclusion de l’acte de société. Certaines formalités sont nécessaires pour faire naître sa personnalité morale.

### Les formalités nécessaires à la naissance de la personnalité morale
Les sociétés ne jouissent de la personnalité morale (c’est-à-dire l’existence juridique propre, distincte de celle des associés qui la composent) qu’à compter de leur immatriculation au registre du commerce et des sociétés (RCS).
Pour pouvoir obtenir cette immatriculation, il faut d’abord avoir signé les statuts, les avoir enregistrés, avoir publié un avis de constitution dans un journal d'annonces légales, avoir déposé au greffe du tribunal de commerce (ou du tribunal de grande instance statuant en matière commerciale), en annexe au RCS, les actes constitutifs en double exemplaire et avoir fait, au même endroit, et là encore en double exemplaire, la demande d’immatriculation (le greffier devant, dans les huit jours de l’immatriculation, faire paraître un avis au Bulletin officiel des annonces civiles et commerciales ou BODACC).
Cette démarche d’immatriculation, qui doit être effectuée en une seule fois auprès du centre de formalités des entreprises, donne à la société sa personnalité morale.
Le défaut d’immatriculation ne permet donc pas à la société d’acquérir la personnalité morale. Dans ce cas, les associés mettent généralement fin au contrat et reprennent leurs apports. Les personnes qui ont passé des actes pour le compte de la société en formation restent responsables de ces derniers.
Le greffier dispose de cinq jours ouvrables à dater de la réception de la demande pour immatriculer la société ou notifier un refus motivé d’inscription. À défaut de réponse, l’immatriculation est réputée acquise.

### Les engagements pris au nom de la société
Avant l’immatriculation de la société, les dirigeants devront rédiger les statuts donc payer les avocats qui les rédigent, louer un local, payer les publications, acheter le matériel. La société n’étant pas née, elle n’est pas responsable de ses actes.
Selon l’article 1843 du code civil, les personnes qui agissent au nom de la société en formation avant l’immatriculation sont tenues indéfiniment des actes ainsi accomplis, avec solidarité si la société est commerciale et sans solidarité dans les autres cas. Le législateur précise que « la société régulièrement immatriculée peut reprendre les engagements souscrits, qui sont alors réputés avoir dès l’origine été contractés par celle-ci ».
Dès lors, deux situations sont possibles : soit la société reprend ses engagements, soit elle ne les reprend pas.
- Si la société reprend ses engagements :

Un état des engagements pris avant la signature des statuts est présenté aux associés au moment de la signature des statuts et est annexé aux statuts. Cette mise en annexe signifie donc que la société s’engage à les reprendre.
Pour les engagements pris entre la signature des statuts et l’immatriculation, les associés vont donner mandat à l’un d’entre eux dans les statuts ou par acte séparé, pour agir sur un acte déterminé.
Toutefois, après immatriculation, les associés peuvent reprendre à la majorité d'entre eux les actes non annexés et sans mandats. De plus, les actes peuvent être repris postérieurement sans vote majoritaire : si les associés approuvent les comptes à l’unanimité à la fin du premier exercice, on considère que de fait les actes sont repris.
- Si la société ne reprend pas ses engagements (défaut de reprise) :

Il n'y a pas reprise si la société le refuse ou si elle n'est jamais immatriculée. Les associés sont donc responsables pour le compte de la société en formation, ce qui signifie qu’ils vont devoir payer tous les engagements non repris. Mais seuls ceux qui ont agi, c’est-à-dire ceux qui ont passé personnellement les actes ou ont donné mandat de les passer, sont responsables et devront rembourser.

## Les conséquences de la personnalité morale

### Une identité
Elle se caractérise par une dénomination sociale, un siège social, la nationalité de la personnalité morale, une autonomie patrimoniale (a pour conséquence que les associés n’ont aucun droit sur les biens sociaux, c’est-à-dire que les associés ne sont pas copropriétaires des biens sociaux mais ils sont titulaires de droits sociaux c'est-à-dire parts sociales ou actions).

### La capacité
Il faut entendre ici par capacité l’aptitude à être titulaire de droits et à les exercer.
- Capacité de jouissance : le principe est ici que toute personne capable peut contracter, toute société a le droit de signer des contrats. Cependant, il existe quelques exceptions :
  - une société ne peut pas avoir un but caritatif : elle doit contracter dans un but lucratif,
  - la société ne peut contracter que dans la limite de son objet social (mais cela ne signifie pas que la société n’est pas engagée).

- Capacité d'exercice :

Une société doit nécessairement être représentée par une ou plusieurs personnes physiques – que l’on nomme les représentants légaux – qui vont l’engager vis-à-vis des tiers.

### La responsabilité de la société

#### La responsabilité civile
Elle peut être contractuelle (pour un contrat de travail mal exécuté), délictuelle (elle nécessite pour cela une faute commise par un représentant de la société ou du dirigeant, qui sera la faute de la société elle-même), ou quasi délictuelle.
La société prend en charge toutes les fautes commises par les personnes sous son contrôle (responsabilité du fait d’autrui) ou par les biens sous son contrôle (responsabilité des choses qu’on a sous sa garde).
Trois conditions pour engager la responsabilité : la faute, le dommage et un lien de causalité entre cette faute et le dommage. Cela donne lieu à une réparation sous la forme de dommages-intérêts. On peut également contraindre à réparer sous astreinte.

#### La responsabilité pénale
L’article 121-2 du code pénal prévoit que les personnes morales, à l’exclusion de l’État, sont responsables pénalement, dans les cadres prévus par la loi, des infractions commises pour leur compte, par leurs organes ou leur représentant. Ce principe s'appliquait jusqu'en 2004. La réforme du Code Pénal de cette année a supprimé l'expression dans les cadres prévus par la loi généralisant ainsi la responsabilité pénale des personnes morales. Celles-ci sont donc maintenant responsables sur toutes les infractions dès lors que les conditions suivantes sont réalisées.
Les conditions de mise en œuvre sont :
- l’infraction. Pour cette condition, trois éléments doivent être pris en compte : légal (prévu par la loi), intentionnel (intention contre la loi) et matériel (préjudice) ;
- la commission de cette infraction pour le compte de la personnalité morale : avoir enfreint la loi dans le but d’enrichir la personnalité morale.

#### Les poursuites
Les poursuites engagées contre la personnalité morale évitent l’impunité personnelle du dirigeant mais « la responsabilité des personnes morales n’exclut pas celle des personnes physiques auteurs ou complices des mêmes faits » (art. 121-2 nouveau du code pénal).
Lorsque des poursuites pour les mêmes faits sont engagées à l’encontre du représentant de la société à titre personnel, la personne morale est représentée par un mandataire de justice désigné par le président du tribunal de grande instance ; il en est de même « en l’absence de toute personne habilitée à représenter les personnes morales ».
Quand la personne morale est seule poursuivie, l’action publique est exercée à l’encontre de la personne morale prise en la personne de son représentant légal à l’époque des faits délictueux : c’est la personne morale à tous les actes de procédure.
La personne morale peut aussi être représentée par toutes les personnes bénéficiant conformément à la loi ou à ses statuts d’une délégation de pouvoir à cet effet.
La personnalité morale peut être placée sous contrôle judiciaire. Le juge d’instruction pourra prendre des mesures tendant soit à garantir les droits de la victime, soit à interrompre ou à prévenir le renouvellement d’agissements frauduleux.

#### Les sanctions
La personnalité morale peut être sanctionnée d’une peine d’amende qui peut être cinq fois supérieure à celle encourue par une personne physique qui aurait commis les mêmes faits.